# Alberto Nepomuceno
Alberto Nepomuceno (Fortaleza, 6 de julho de 1864 — Rio de Janeiro, 16 de outubro de 1920) foi um compositor, pianista, organista e regente brasileiro. Patrono da cadeira de número 30 da Academia Brasileira de Música, é considerado o "pai" do nacionalismo na música erudita brasileira.
Ele deixou inacabada a ópera O Garatuja (ver lista de obras ao fim do artigo), baseada na obra de homônima de José de Alencar. Escreveu duas óperas completas, Artemis e Abul, ambas sem temática nacionalista. Pesquisas recentes mostram que Nepomuceno compôs obras de caráter modernista, chegando a experimentar com a politonalidade nas Variações para piano, opus 29.

## Juventude atribulada
Filho de Vítor Augusto Nepomuceno e Maria Virgínia de Oliveira Paiva, foi iniciado nos estudos musicais por seu pai, que era violinista, professor, mestre da banda e organista da Catedral de Fortaleza. Em 1872 transferiu-se com a família para Recife, onde começou a estudar piano e violino.
Responsável pelo sustento da mãe e irmã após a morte de seu pai, em 1880, Nepomuceno empregou-se como tipógrafo e passou a ministrar aulas particulares de música, ficando impossibilitado de prosseguir seus estudos no curso de humanidades. Apesar do pouco tempo que lhe sobrava, conseguiu dar continuidade aos seus estudos musicais com o maestro Euclides Fonseca.
Durante sua juventude, manteve amizade com alunos e mestres da Faculdade de Direito do Recife, como Alfredo Pinto Vieira de Melo, Clóvis Bevilaqua e Farias Brito. A Faculdade, nessa época, era um grande centro intelectual do país; por lá fervilhavam ideias e análises sociais de vanguarda, como os estudos sociológicos de Manuel Bonfim e Tobias Barreto, além das teorias darwinistas e spenceristas de Sílvio Romero. Foi Barreto quem despertou em Nepomuceno o interesse pelos estudos da língua alemã e da filosofia, dando-lhe aulas de ambas as disciplinas.
Tornou-se um defensor atuante das causas republicana e abolicionista no Nordeste, participando de diversas campanhas. Entretanto, não descuidou de suas atividades como músico, assumindo, aos dezoito anos, a direção dos concertos do Clube Carlos Gomes de Recife. Atuou também como violinista na estreia da ópera Leonor, de Euclides Fonseca, no Teatro Santa Isabel.
De volta ao Ceará com a família, ligou-se a João Brígido e João Cordeiro, defensores do movimento abolicionista, passando a colaborar em diversos jornais ligados à causa. Devido às suas atividades políticas, seu pedido de custeio ao governo imperial para estudar na Europa foi indeferido.

## Sociedade da Corte

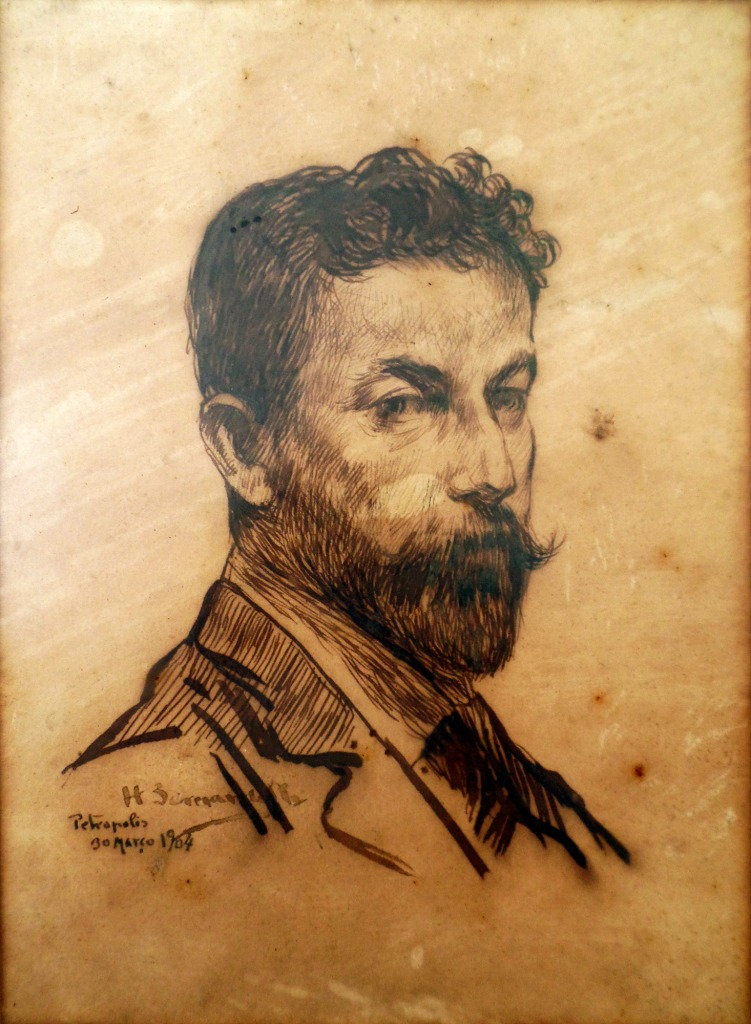
Retrato de Alberto Nepomuceno, nanquim sobre papel, 30 de março de 1904.

Em 1885, Nepomuceno mudou-se para o Rio de Janeiro, indo morar na residência da família dos artistas plásticos Rodolfo Bernardelli e Henrique Bernardelli. Deu continuidade aos seus estudos de piano no Clube Beethoven, onde se apresentou ao lado de Arthur Napoleão. Pouco tempo depois, foi nomeado professor de piano do clube, que tinha em seu quadro funcional, como bibliotecário, Machado de Assis. 
A capital do império, neste período, vivia um momento de grande efervescência social, política e cultural. No âmbito social, ocorria um vertiginoso crescimento populacional com o aumento do fluxo migratório em busca de trabalho. No plano político, sucediam-se os ataques das campanhas abolicionista e republicana à monarquia. No campo literário, os movimentos romântico, simbolista e naturalista, em voga na Europa, influenciavam diversos escritores brasileiros, como Olavo Bilac, Machado de Assis, Aluísio Azevedo e Coelho Neto. 
O grande interesse de Nepomuceno pela literatura brasileira e pela valorização da língua portuguesa aproximou-o de alguns dos mais importantes autores da época, surgindo, da parceria com poetas e escritores, várias composições como: Ártemis (1898), com texto de Coelho Neto; Coração triste (1899), com Machado de Assis; Numa concha (1913), com Olavo Bilac.

Tens uma fibra de artista e admirável
E tens do nosso povo o voto eterno
Que o título de artista e de notável
Não nasce dos favores do governo

No ano anterior à abolição da escravatura, compôs Dança de Negros (1887), uma das primeiras composições que utilizou motivos étnicos brasileiros. A primeira audição dessa obra, que mais tarde se tornou Batuque, da Série Brasileira, foi apresentada pelo autor no Ceará. Outras peças foram compostas na mesma época, como Mazurca, Une fleur, Ave Maria e Marcha fúnebre.
Apesar de ser visto com desconfiança pela família imperial, devido às suas posições políticas, Nepomuceno, pela sua importância no cenário musical brasileiro, chegou a ser convidado pela Princesa Isabel para tomar chá no Paço Imperial.

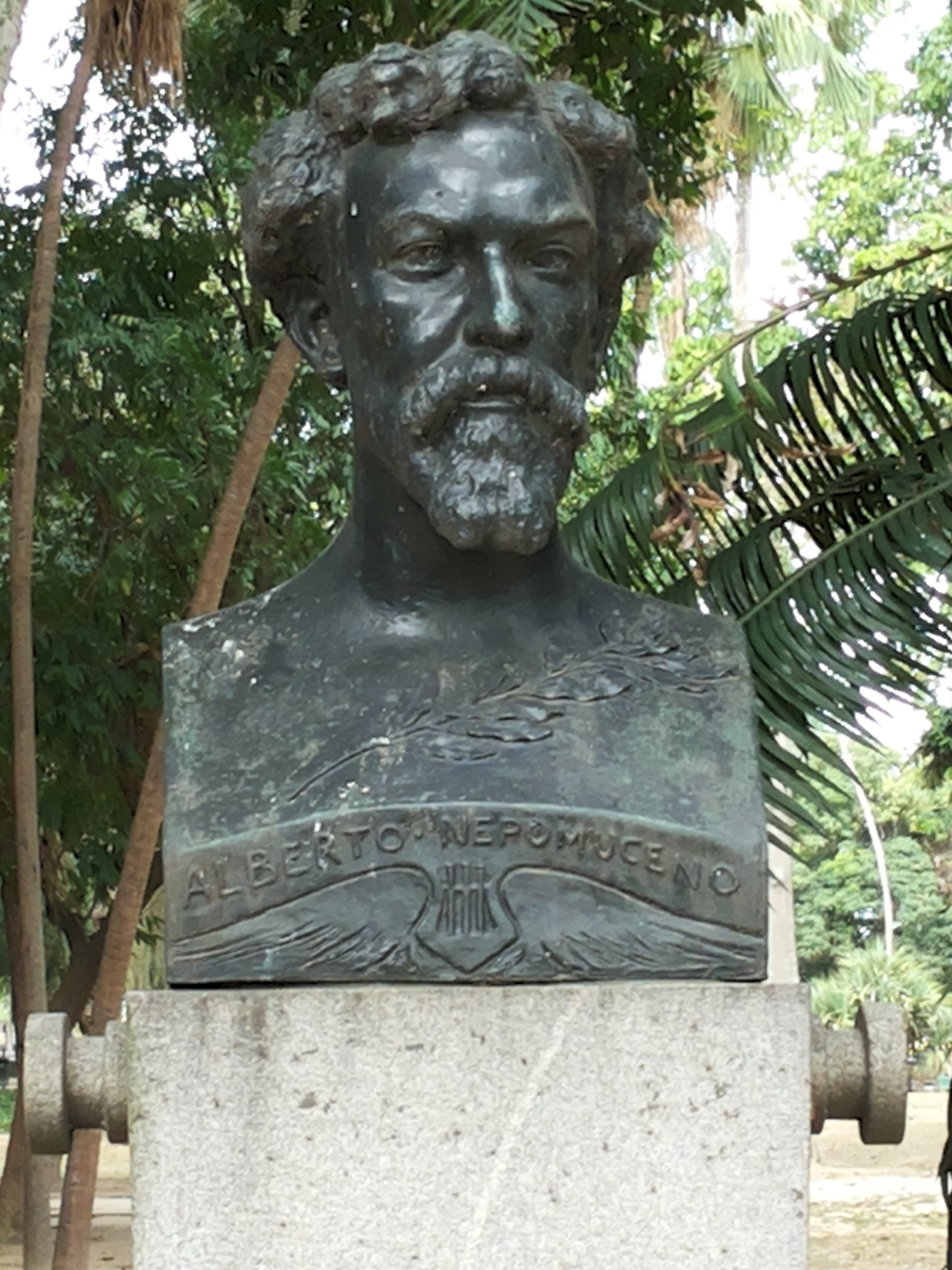
Busto Nepomuceno no Rio de Janeiro.

## Europa
Viajou para a Europa na companhia de seus grandes amigos, os irmãos Henrique e Rodolfo Bernardelli, em agosto de 1888, com o objetivo de ampliar sua formação musical. 
Em Roma, matriculou-se no Liceo Musicale Santa Cecilia, na classe de Harmonia, de Eugenio Terziani, e na de piano, de Giovanni Sgambati; depois, com a morte de Terziani, prosseguiu os estudos com Cesare De Sanctis. 
Em 1890 partiu para Berlim, onde aperfeiçoou seu domínio da língua alemã e ingressou no Real Conservatório da Música (hoje: parte da Universidade das Artes), tornando-se aluno de composição de Heinrich von Herzogenberg, grande amigo de Brahms. Durante suas férias, chegou a assistir em Viena a concertos de Brahms e de Hans von Bülow. Transferiu-se depois para o Conservatório Stern de Berlim, onde, durante dois anos, cursou as aulas de composição e órgão com o professor Arno Kleffel, e de piano, com H. Ehrlich.
Nepomuceno estudou também com o renomado Theodor Lechetitzky, em cuja sala de aula teve como colega a pianista norueguesa Walborg Bang, com quem se casou em 1893. Ela era aluna de Edvard Grieg, o mais importante compositor norueguês da época, representante máximo do nacionalismo romântico. Após seu casamento, foi morar na casa de Grieg em Bergen. Esta amizade foi fundamental para que Nepomuceno elaborasse um ideal nacionalista e, sobretudo, se definisse por uma obra atenta à riqueza cultural brasileira. 
Após realizar as provas finais do Conservatório Stern (1894), regendo a Filarmônica de Berlim com duas obras suas (Scherzo für grosses Orcherter e Suíte Antiga), inscreveu-se na Schola Cantorum, em Paris, a fim de aprimorar-se nos estudos de órgão com o professor Alexandre Guilmant. Nessa época, conheceu Camille Saint-Saëns, Charles Bordes, Vincent D'Indy e outros. Assistiu à estreia mundial de Prélude à l'après-midi d'un faune, de Claude Debussy, obra que Nepomuceno foi o primeiro a apresentar no Brasil, em 1908, nas festas do Centenário da Abertura dos Portos. A convite de Charles Chabault, catedrático de grego na Sorbonne, escreveu a música incidental para a tragédia Electra.

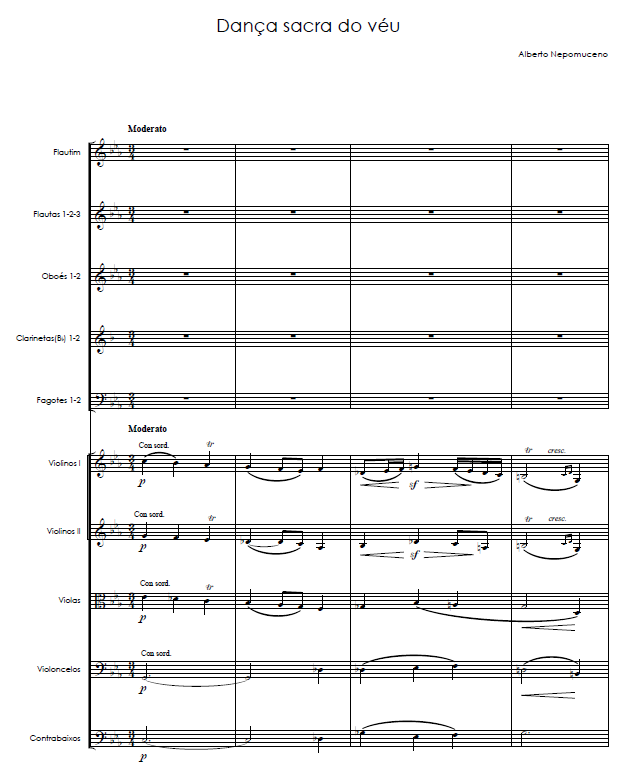
Dança sacra do véu - Suite Abul (Alberto Nepomuceno) - 1a página. Partitura completa disponível em Portal Musica Brasilis.

Em 1900 marcou uma entrevista com o diretor da Ópera de Viena, Gustav Mahler, para negociar a apresentação de sua ópera Ártemis; porém, adoeceu gravemente, indo recuperar-se em Bergen, na casa de seu amigo Edvard Grieg. 
Em 1910, financiado pelo governo brasileiro, realizou diversos concertos com músicas de compositores nacionais em Bruxelas, Genebra e Paris. Durante a excursão, visitou Debussy em sua residência em Neuilly-sur-Seine, sendo presenteado com uma partitura autografada de Pelléas et Mélisande.

## Nacionalismo
Em 4 de agosto de 1895, Nepomuceno realizou um concerto histórico, iniciando uma campanha que lhe trouxe muitas críticas e censuras. Apresentou pela primeira vez, no Instituto Nacional de Música, uma série de canções em português, de sua autoria. Estava deflagrada a guerra pela nacionalização da música erudita brasileira. O concerto atingia diretamente aqueles que afirmavam que a língua portuguesa era inadequada para o bel canto. A polêmica tomou conta da imprensa e Nepomuceno travou uma verdadeira batalha contra o crítico Oscar Guanabarino, defensor ardoroso do canto em italiano, afirmando: "Não tem pátria um povo que não canta em sua língua". 
A luta pela nacionalização da música erudita foi ampliada com o início de suas atividades na Associação de Concertos Populares, que dirigiu por dez anos (1896-1906), promovendo o reconhecimento de compositores brasileiros. A pedido de Visconde de Taunay, restaurou diversas obras do compositor Padre José Maurício Nunes Garcia e apoiou compositores populares como Catulo da Paixão Cearense.
A sua coletânea de doze canções em português foi lançada em 1904 e editada pela Vieira Machado & Moreira de Sá. O Garatuja, comédia lírica em três atos, baseada na obra homônima de José de Alencar, é considerada a primeira ópera verdadeiramente brasileira no tocante à música, ambientação e utilização da língua portuguesa. Os ritmos populares também estão presentes nesta obra, como a habanera, o tango, a marcação sincopada do maxixe, o lundu e ritmos característicos dos compositores populares do século XIX, como Xisto Bahia, além das polcas de Callado e Chiquinha Gonzaga.
Em 1907 iniciou a reforma do Hino Nacional Brasileiro, tanto na forma de execução quanto na letra de Osório Duque Estrada. No ano seguinte, a realização do concerto de violão do compositor popular Catulo da Paixão Cearense, no Instituto Nacional de Música, promovido por Nepomuceno, causou grande revolta nos críticos mais ortodoxos, que consideraram o acontecimento "um acinte àquele templo da arte".
Ainda como incentivador dos talentos nacionais, atuou junto a Sampaio Araújo para editar as obras de um controvertido compositor que surgia na época: Heitor Villa-Lobos. Nepomuceno chegou a exigir que as edições de suas obras, distribuídas pela Casa Arthur Napoleão, contivessem, na contracapa, alguma partitura do jovem Villa-Lobos. Executou várias obras do jovem compositor em concertos com orquestras que regeu. E deixou-lhe como herança uma coleção de cerca de 80 canções populares, catalogadas e analisadas.

## O Instituto Nacional de Música

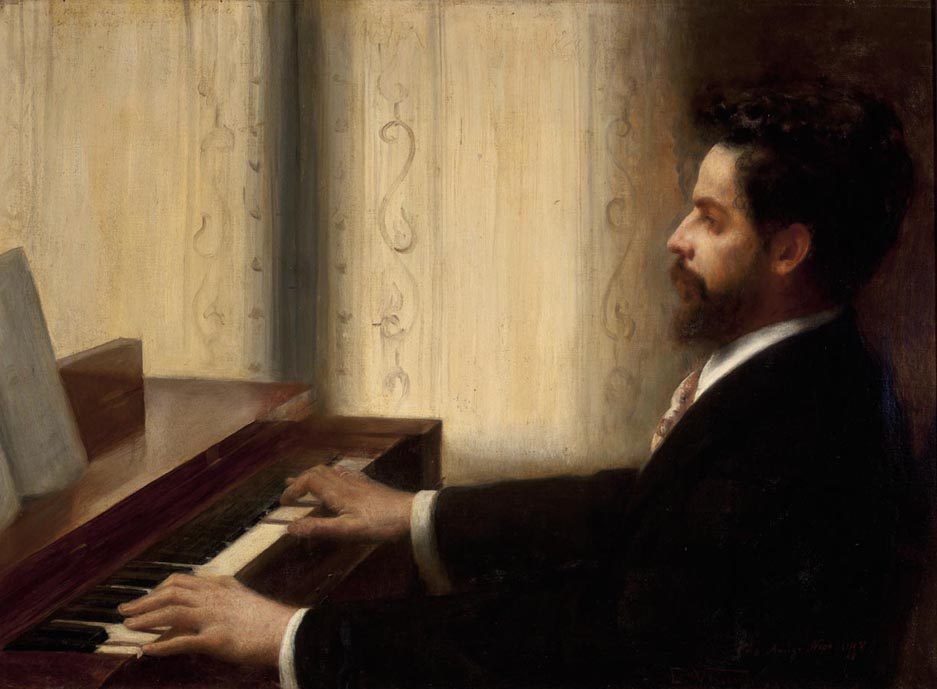
Retrato do Maestro Alberto Nepomuceno em 1895, obra de Eliseu Visconti.

Alberto Nepomuceno iniciou suas atividades no Instituto Nacional de Música como professor de órgão em 1894. Após a morte de Leopoldo Miguez, em 1902, foi nomeado diretor. Devido a inúmeras pressões e divergências de ordem política e administrativa, pediu exoneração no ano seguinte. No entanto, como importante referência da música erudita local, foi designado pelo próprio Instituto para recepcionar Saint-Saëns em sua vinda ao país. Em 1906 reassumiu o cargo de diretor após o pedido de demissão de Henrique Oswald. Em sua segunda gestão, elaborou uma série de projetos visando à institucionalização da música erudita brasileira.
Um dos primeiros projetos iniciados por Nepomuceno foi a reforma do Hino Nacional Brasileiro e a regulamentação de sua execução pública. Mandou colocar no Instituto uma lápide em homenagem a Francisco Manuel da Silva, com a seguinte inscrição: "Ao fundador do Conservatório e autor do Hino de sua pátria". Foi nomeado também diretor musical e regente principal dos Concertos Sinfônicos da Exposição Nacional da Praia Vermelha, em comemoração ao Centenário da Abertura dos Portos. Nestes concertos, apresentou pela primeira vez ao público brasileiro os autores europeus contemporâneos Debussy, Roussel, Glazunov e Rimsky-Korsakov, além dos brasileiros Carlos Gomes, Barrozo Neto, Leopoldo Miguez e Henrique Oswald. 
Em 1909, enviou um projeto de lei ao Congresso Nacional com o intuito de criar uma Orquestra Sinfônica subvencionada pelo governo. Como diretor do Instituto, recepcionou, junto com Rui Barbosa e Roberto Gomes, o pianista Paderewsky em sua visita ao Brasil. Em 1913 regeu, no Teatro Municipal do Rio de Janeiro, o grande Festival Wagner, tendo como solista o tenor Carl Jörn, de Bayreuth.
Responsável pela tradução do Tratado de Harmonia de Schoenberg, Nepomuceno tentou, em 1916, implantá-lo no Instituto, mas encontrou forte oposição do corpo docente. Sentindo crescer as pressões contrárias da academia a seus projetos, pediu demissão no mesmo ano. Separado de Walborg e com sérias dificuldades financeiras, foi morar com Frederico Nascimento em Santa Teresa. Seu último concerto no Teatro Municipal aconteceu em 1917. Muito doente e enfraquecido, faleceu em 1920, aos 56 anos de idade. Segundo depoimento de seu grande amigo Otávio Bevilacqua, o compositor começou a cantar ao perceber a proximidade da morte: "... cantou noite adentro até o último suspiro em pleno dia". 
De acordo com o artigo 34 da Lei 5 700 (01/09/1971), a Lei dos Símbolos Nacionais do Brasil, não é permitida a execução de qualquer arranjo vocal do Hino Nacional Brasileiro que não seja o de Alberto Nepomuceno.

## Obras
Música dramática
- Óperas: Porangaba (1887-1889), Electra (versão 1894), Ártemis (1898), Abul (1899-1905) e O Garatuja (inacabada, 1904-1920).
- Opereta: A cigarra, 1911.
- Episódio lírico: A Pastoral, 1902.

Música orquestral
Marcha Fúnebre, Prière, Suíte da ópera Porangaba e Rhapsodie brésilienne todas de 1887; Scherzo vivace, Suíte Antiga, Sinfonia em sol menor e Spimlied (1893); Largo e ofertório, p/órgão e orquestra, (1896); Série brasileira (1. Alvorada na serra, 1892; 2. Intermédio, 1891; 3. A sesta na rede, 1896; 4. Batuque, 1888); Andante expressivo, e Serenata (1902); Seis valsas humorísticas, para piano e orquestra, (1903); O Garatuja, (1904); Suíte da ópera Abdul (1906); Romance e tarantela, para violoncelo e orquestra (1908), e Iriel (Cena e Dança), de 1916.
Música de câmara
- Trio: Trio, para piano, violino e violoncelo, 1916.
- Quartetos de cordas: Quarteto (1889); Quarteto nº 1 (1890); Quarteto nº 2 (1890), e Quarteto nº 3 (1891).

Música instrumental
- Para piano: A brasileira, s.d.; Melodia, s.d.; Seis valsas humorísticas, s.d.; Dança de negros, 1887; Scherzo fantástico, 1887; Prece, 1887; Mazurca nº 1, 1887; Berceuse, 1890; Ninna nanna, 1890; Mazurca em ré menor, 1890; Folhas d'álbum 1-6, 1891; Une fleur (romance), 1891; Sonata, 1893; Suíte antiga (quatro movimentos), 1893; Valse impromptu, 1893; Diálogo, 1894; Anelo, 1894; Galhofeira, 1894;  Valsa, 1894; Líricas nº 1 e 2, 1895; Tema e variações em lá maior, 1902; Variações sobre um tema original, 1902; Quatro peças infantis, 1903; Devaneio, 1904; Improviso, 1904; Barcarola, 1906; Dança, 1906; Brincando, 1906; Melodia, 1906; Noturno, 1907; Série Brasileira, 1908; Sinfonia em sol menor, 1908; Noturno nº 1, 1910; Valsa da cigarra, 1911; Noturno nº 2, 1912; Cloche de Noël, 1916.
- Para órgão: Orgelstück (quatro peças), 1893; Prelúdio e fuga, 1894; Comunhão, 1895; Sonata, 1895; Ofertório, 1902; Prelúdio e fuga, 1912.
- Duos: Mazurca, para violoncelo e piano, 1887; Prece, para violoncelo e piano, 1887; Romance e tarantela, para violoncelo e piano, 1908; Devaneio, para violino e piano, 1919. Uma das mais belas é a Serenata.

Música vocal
- Canto e piano: Conselho (Antigas modinhas brasileiras), s.d.; Morta (Trovas do norte), s.d.; A grinalda, s.d.; Amo-te muito, s.d.; Cantiga triste, s.d.; Cantigas, s.d.; Canto nupcial, s.d.; Perchè, 1888; Rispondi, 1888; Serenata di un moro, 1889; Tanto gentile tanto onesta pare, 1889; Blomma, 1893; Dromd Lycka, 1893; Der wunde Ritter, 1893; Ora, dize-me a verdade, 1894; Désirs divers, 1894; Einklang, 1894; Sehnsucht Vergessen, 1894; Gedichte, 1894; Herbst, 1894; Oraison, 1894; Wiegen Sie sanft, 1894; Moreninha, 1894; Moreninha (Medroso de amor), 1894; Madrigal, 1894; Mater dolorosa, 1894; Desterro, 1894; Au jardin des reves, 1895; Les yeux élus, 1895; La chanson de Gélisette, 1895; La chanson du silence (Il flotte dans l'air), 1895; Le miroir d'or, 1895; Cativeiro, 1896; Cantos da sulamita, 1897; Canção do amor, 1902; Sonhei, 1902; Oração ao diabo, 1902; Coração triste, 1903; O sono, 1904; Trovas alegres, 1905; Trovas tristes, 1905; Hidrófana, 1906; Saudade, 1906; Aime-moi, 1911; Razão e amor, 1911; Ocaso, 1912; Candura, 1914; Numa concha, 1914; Olha-me, 1914; Canção da ausência, 1915; Luz e névoa, 1915; Canção do Rio, 1917; Jangada, 1920.
- Canto e orquestra: Amanhece, s.d.; Xácara, s.d.; Trovas nº 1, s.d.; Trovas nº 2, s.d.; Dolor supremus, s.d.; Oração ao diabo, s.d.; Sempre, s.d.; Anoitece, s.d.; Cantigas (A guitarra), s.d.; Dor sem consolo, s.d.; A despedida, s.d.; Medroso de amor (Moreninha), 1894; Tu és o sol, 1894; Epitalâmio (Enfim), 1897; Canção, 1906; Cantilena, 1902; Coração indeciso, 1903; Filomela, 1903; Soneto, 1904; Turquesa, 1906; Nossa velhice, 1913; Le miracle de la semence, 1917.
- Coro: Baile na flor, para coro feminino, s.d.; Tambores e cornetas, s.d.; Hino à proclamação da República, 1890; Hino ao trabalho, 1896; As Uiaras, para coro feminino, 1896; Canção do Norte (Hino ao Ceará), para coro misto, 1903; Hino às árvores, 1909; Hino à Escola Normal, 1914; Oração à pátria, 1914; Hino à Alsácia-Lorena, 1915; Ode a Osvaldo Cruz, 1917; Canção do Acre, 1918; Hino à paz, 1919; Saudação à Bandeira, 1919.

Música sacra
Ave Maria nº 1, p/coro feminino, 1887; Ave Maria nº 2, para coro feminino a quatro vozes, s.d.; Ave Maria n° 3, para canto e órgão, s.d.; Ave Maria nº 4, para canto e órgão, s.d.; Canto fúnebre, para coro a duas vozes, 1896; Ingemisco, para canto e piano, s.d.; Invocação à Cruz, para coro a duas vozes, s.d.; Panis angelicus, para duas vozes e órgão, 1909; O Salutaris Hostia, para coro a quatro vozes e órgão, 1911; O Salutaris Hostia nº 2, para canto e piano, 1897; Tantum ergo, para coro e órgão, 1911; Ecce panis angelorum, para duas vozes e órgão, 1911; Missa, para coro a duas vozes e órgão, 1915.